# Naturschutzgebiet Durbachtal
Das Naturschutzgebiet Durbachtal ist ein Naturschutzgebiet in der Umgebung von Duhr in der Gemeinde Kürten im Rheinisch-Bergischen Kreis.

## Beschreibung
Im obersten Talabschnitt des Durbachtales wächst in einer quelligen Mulde ein Mosaik aus ungestörtem Rasen- sowie Bulten-Großseggenried. Die gut ausgebildeten Seggenrieder sind in ihrer Ausdehnung und Qualität einmalig in dieser Region der Bergischen Hochflächen. Die hier vorkommende Rispen-Segge ist in der Roten Liste regional als gefährdet eingestuft. In einer Geländemulde nordwestlich von Oberduhr befindet sich ein Feuchtgrünlandkomplex aus einem Hochstaudenbestand und einem artenarmen Großseggenried. Am Ostrand fließt ein schmaler Wiesenbach entlang. Das Naturschutzgebiet Durbachtal grenzt südlich an das Naturschutzgebiet Altenbachtal.

## Vegetation und Schutz
Die Schutzgebietsausweisung erfolgte zur Erhaltung und Wiederherstellung eines natürlichen Bachverlaufes, von artenreichem Feucht- und Nassgrünland, Brachen, Magerwiesen sowie eines ausgeprägten Quellsumpfes.
Im Einzelnen wurden folgende Schutzzwecke festgesetzt:
- Erhaltung und Entwicklung des extensiv genutzten, teils sehr arten- und strukturreichen Nass- und Feuchtgrünlandes in der Talsohle sowie Seggen- und Binsenfluren des Quellsumpfes,
- Sicherung der Funktion als Biotopverbundfläche,
- Erhaltung der besonderen Eigenart und hervorragenden Schönheit des naturnahen Bachtals mit einem ausgeprägten Quellsumpf.[2]

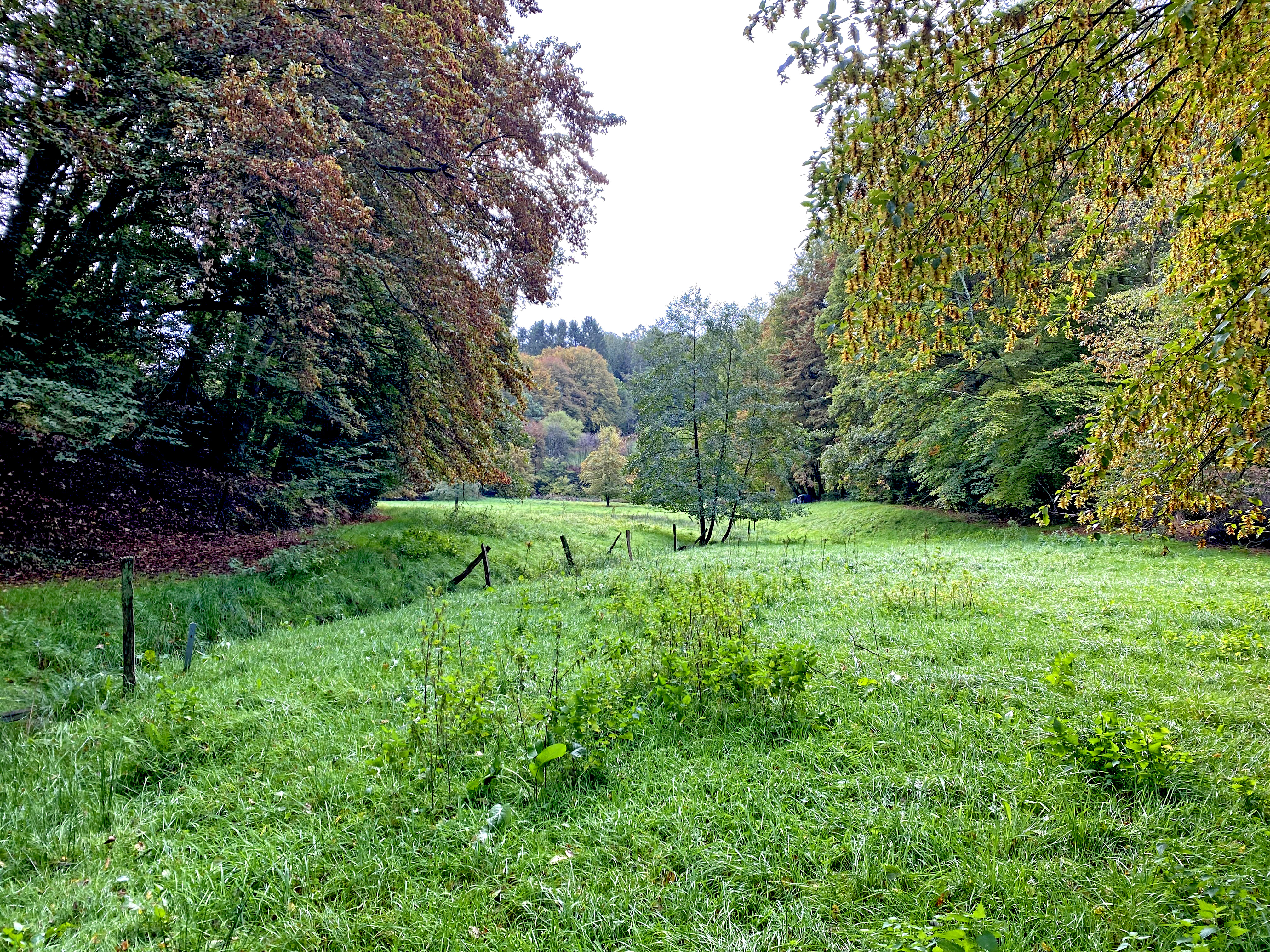
Der Durbach durchfließt eine Feuchtwiese
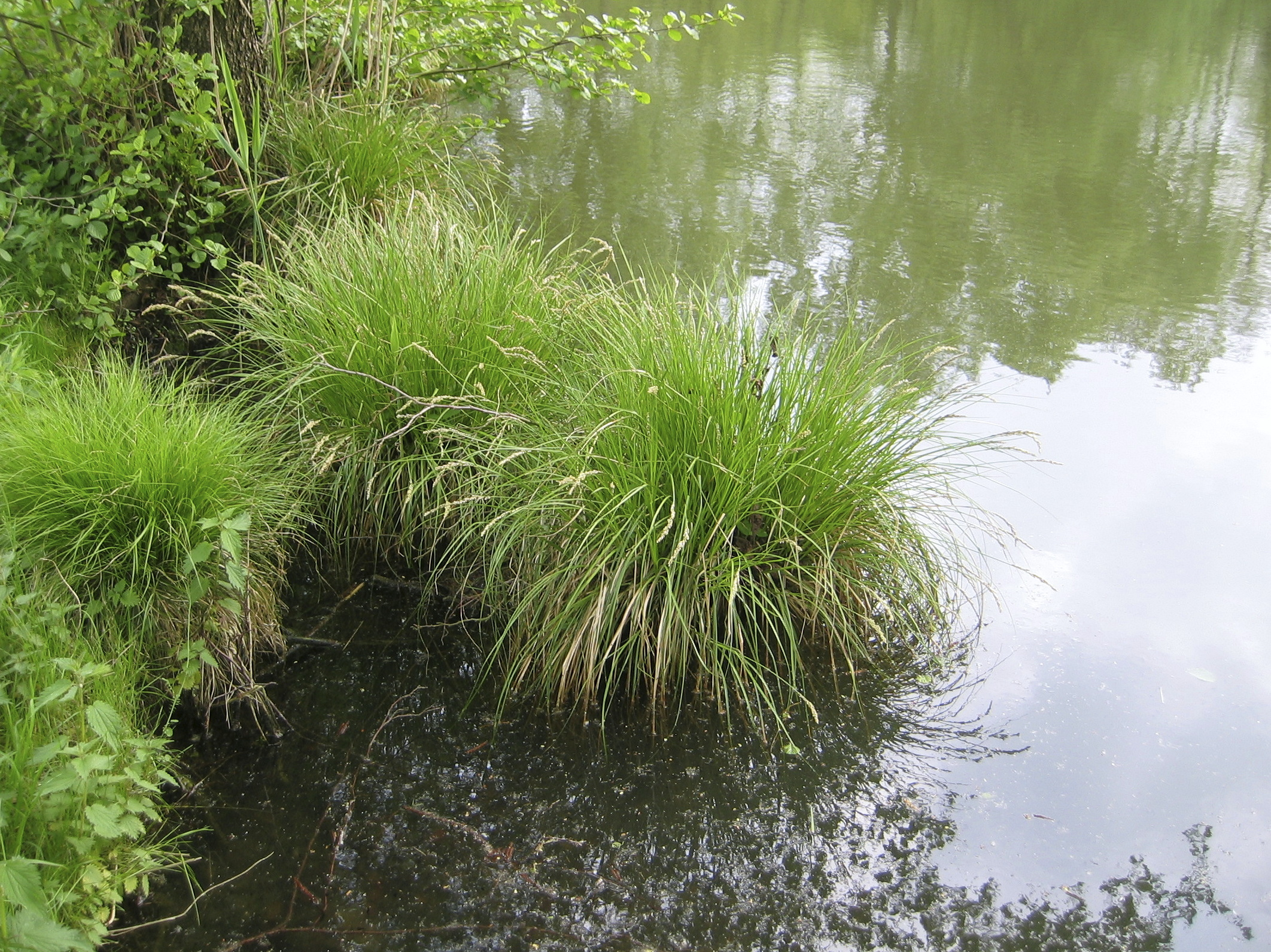
Bulte einer Rispen-Segge – regional in der Roten Liste als gefährdet eingestuft
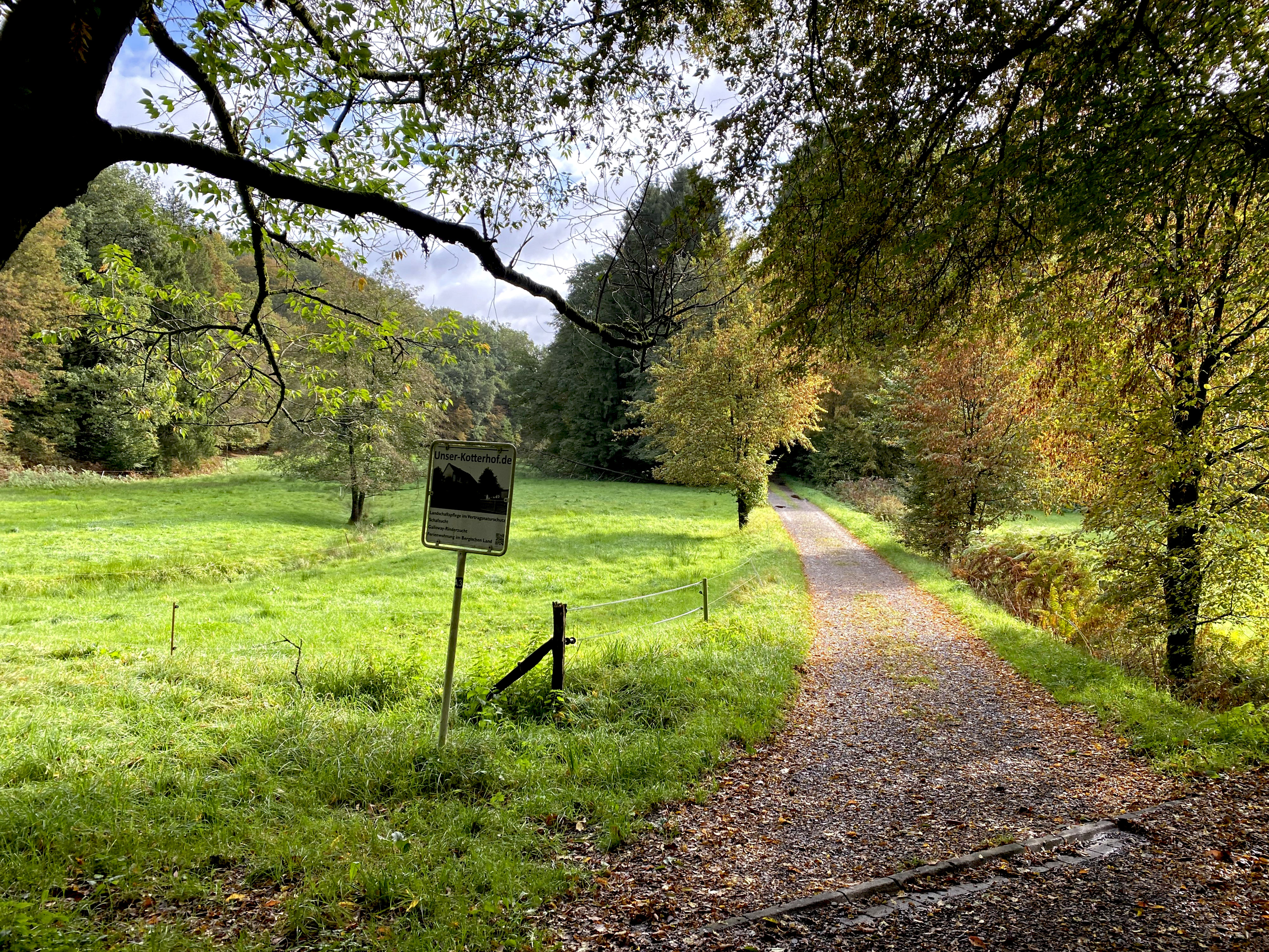
Wanderweg A3 durch das NSG
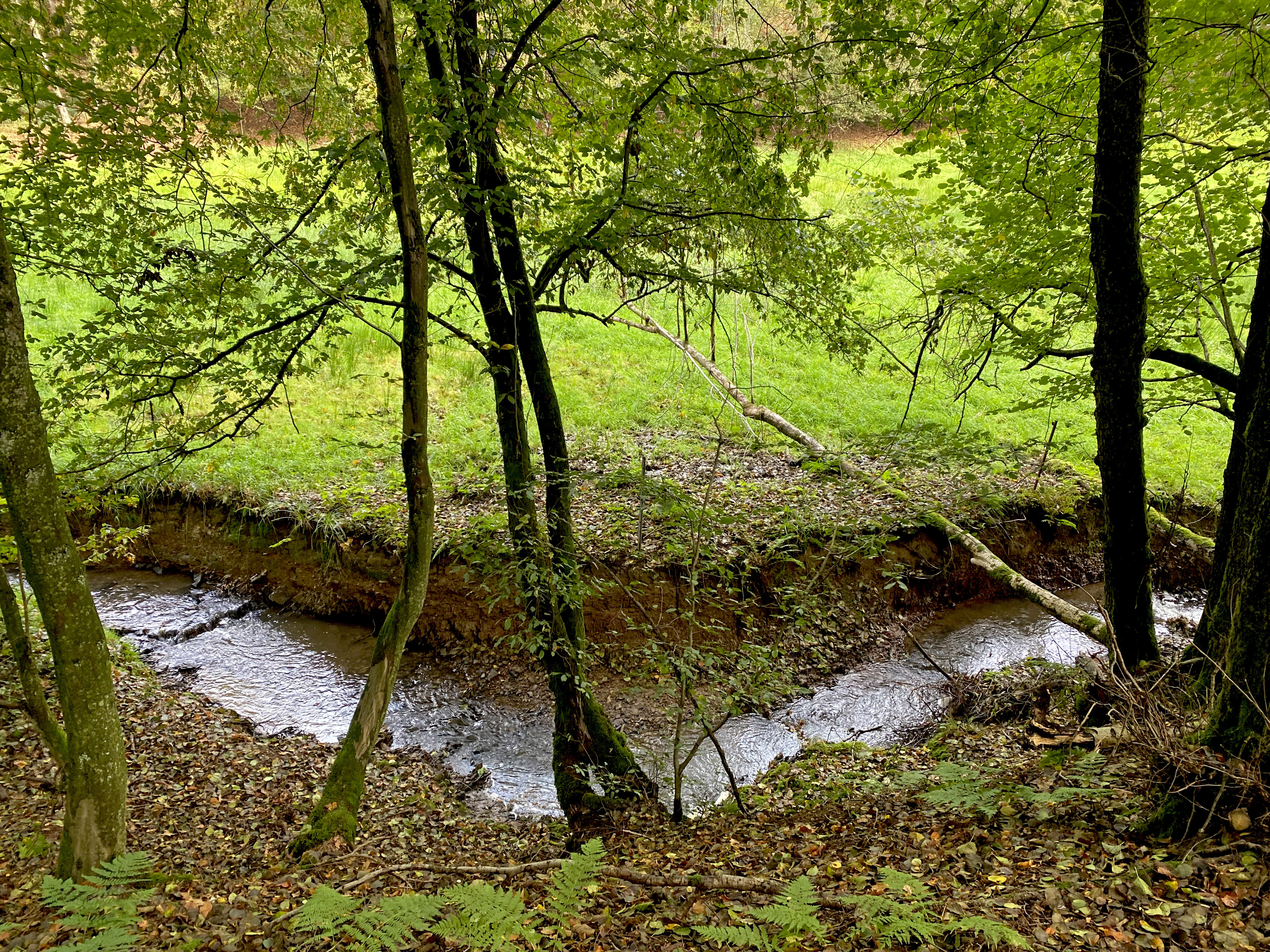
Weidener Bach im NSG
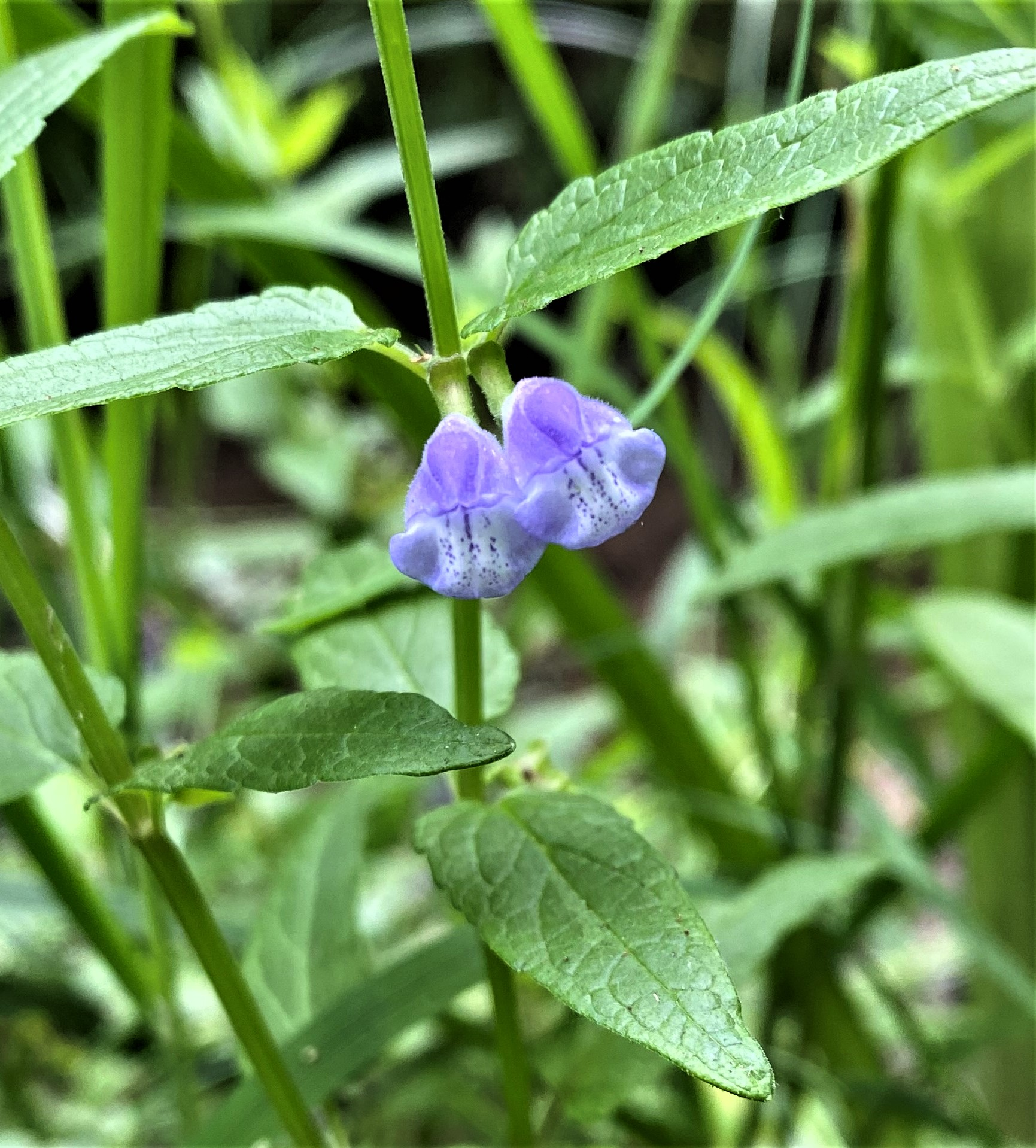
Sumpf-Helmkraut
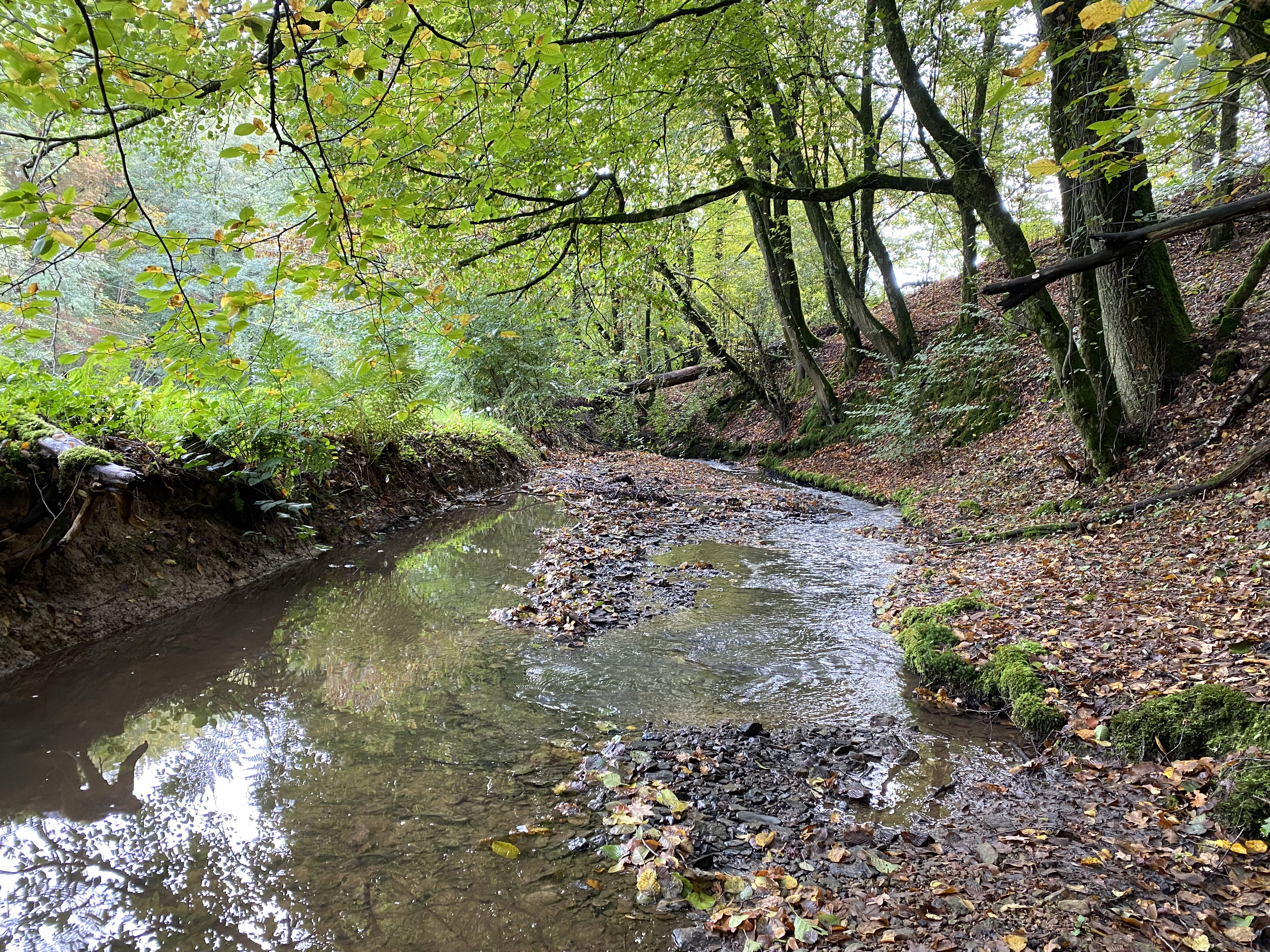
Weidener Bach im NSG
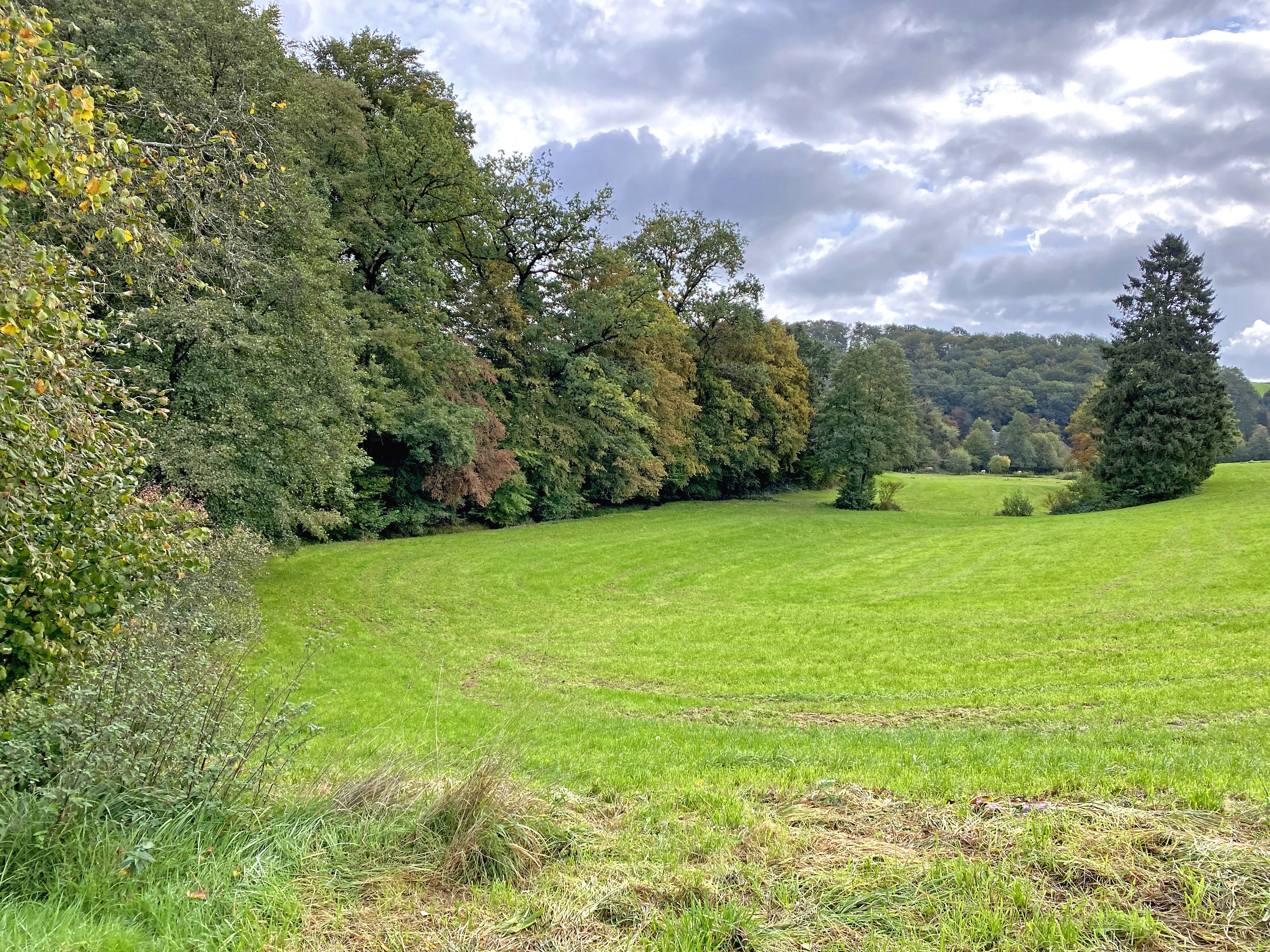
Blick über den unteren Teil des NSG – Weidener Bachtal bis zum NSG Altenbachtal